# Vivaan Shah
Vivaan Shah (Mumbai, 11 gennaio 1990) è un attore indiano.

## Biografia

### Giovinezza
Vivaan Shah è il figlio minore degli attori Naseeruddin Shah e Ratna Pathak. Ha un fratello, Imaaduddin e una sorella, Heeba, entrambi attori. Si è diplomato presso la The Doon School nel 2009.

### Carriera
Vivaan Shah ha fatto il suo debutto come attore nel 2011 nel film 7 Khoon Maaf. Poi ha recitato in tre film del regista Vishal Bhardwaj. Nel 2014 ha recitato nel film Happy New Year di Farah Khan, per il quale ha ricevuto una candidatura agli Stardust Awards, premio cinematografico indiano al quale partecipano film in lingua hindi..

## Filmografia
- 7 Khoon Maaf (2011)
- Happy New Year (2014)
- Bombay Velvet (2015)
- Scraggy Mutt (2016) Cortometraggio
- Khajaou (2016) Cortometraggio
- Laali Ki Shaadi Mein Laaddoo Deewana (2017)